# ヴィツ・ギンツブルグ (小惑星)
ヴィツ・ギンツブルグ (8132 Vitginzburg) は、小惑星帯に位置する小惑星である。リュドミーラ・チェルヌイフがクリミア天体物理天文台で発見した。
ロシアの物理学者で、ノーベル物理学賞を受賞したヴィタリー・ギンツブルクに因んで名付けられた。